# Bank Pocztowy
Bank Pocztowy — комерційний банк Польщі, основним акціонером якого є Poczta Polska.

## Історія
Заснований у 1990 в Бидгощі державним підприємством Poczta Polska, Telegraf i Telefon.
У 2004 став акціонером банку PKO Bank Polski.

## Акціонери
Акціонерами банку є: Poczta Polska (75 % акцій мінус десять акцій) і PKO BP (25 % акцій плюс десять акцій).
Власна мережа «Bank Pocztowy» складається з 19 філій, 34 відділень. Банківські послуги надаються в більш ніж 2 тис. поштових відділень.